# Gond

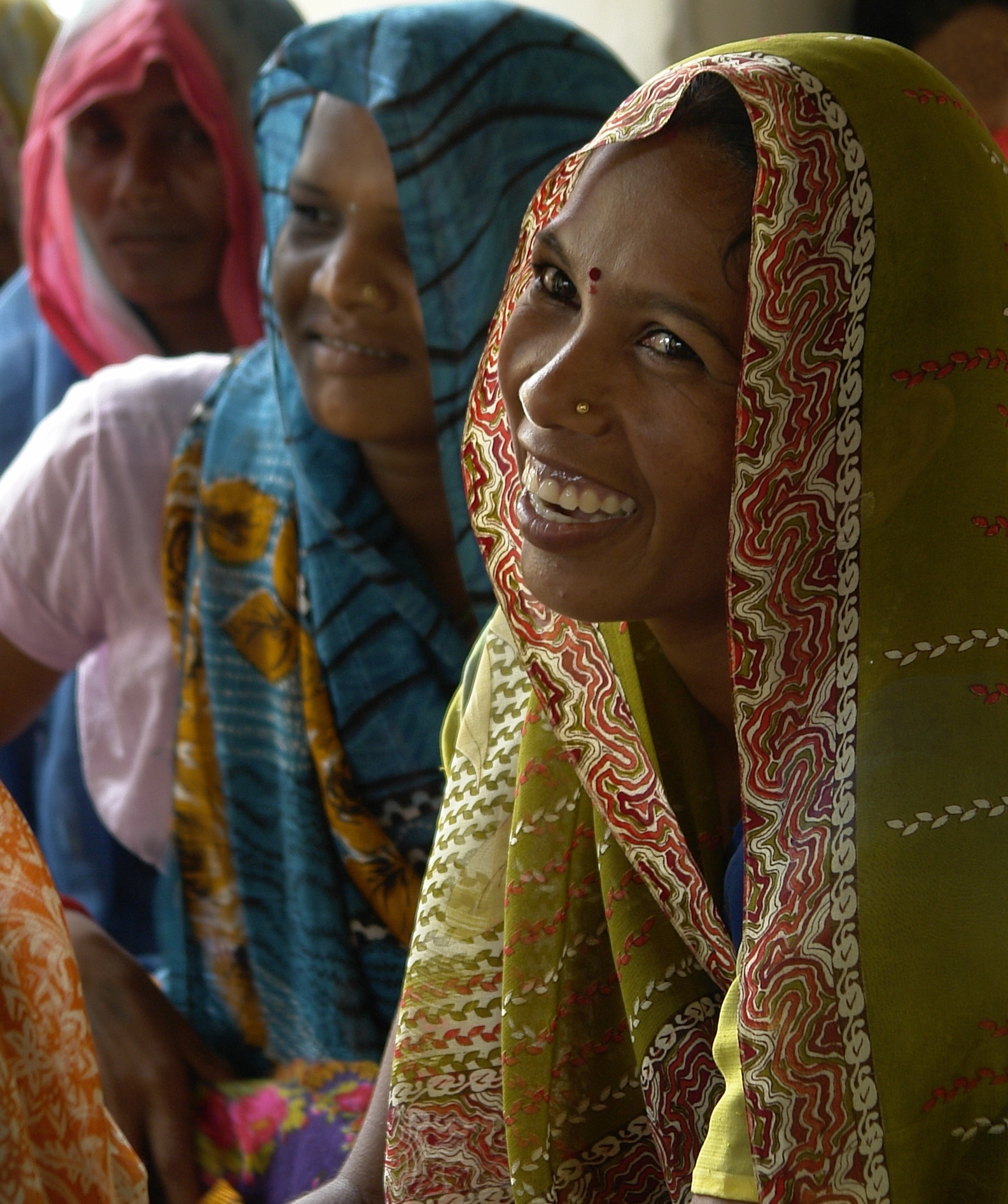
Donne in un villaggio tribale nel distretto di Umaria

I Gond sono una minoranza etnica indiana che abita principalmente la zona del Madhya Pradesh. I Gond sono discendenti delle antiche popolazioni dravidiche e nonostante le inevitabili influenze con le altre etnie indiane hanno mantenuto quasi intatte le caratteristiche originali.

## Storia
Nel 2014 le famiglie Gond che abitano l'area centrale del Parco nazionale di Kanha sono state sfrattate dal loro territorio ancestrale nel nome della conservazione delle tigri. Survival International, il movimento mondiale per i diritti dei popoli indigeni ha denunciato che gli sfratti "sono contrari alla legge, contro produttivi per la conservazione, e distruggono le vite e i mezzi di sostentamento delle famiglie colpite".